# 王牌酒保
《王牌酒保》是一部講述調酒的日本漫畫，原作是城安良嬉，作畫是長友健篩。從2004年集英社的月刊《Super Jump》開始連載。2011年11月起移籍至《Grand Jump》雙週刊繼續連載。2012年結束連載，單行本全21卷。
結束連載的次號（2012年4号）作畫改為加治佐修，主角也進行變更，已經連載了第2章《王牌酒保à Paris》全6卷、第3章《王牌酒保à Tokyo》全8卷、第4章《王牌酒保6stp》全4卷。
同名電視動畫於2006年10月至12月播放；以《王牌酒保 神之杯》為標題的版本於2024年4月至6月播放。

## 劇情簡介
本作以被称为“神之杯”的年轻调酒师佐佐倉 溜为中心展开，通过其在一系列风格各异的酒吧服务时与周围的朋友、顾客、调酒师们的相互交流展现不同的人生故事；除鸡尾酒以外，也廣泛介紹了与酒文化相关的知识。
在2023年4月時銷售量已突破360萬本。

## 登場角色

### 調酒師

#### Eden Hall R&T
佐佐倉溜（聲：水島大宙 (2006年版)／寺島拓篤 (2024年版)）　演：相葉雅紀
本作男主角，故事首次登場時為26歲，錄取知名大學但未入學；獨自前往法國，在歐洲調酒協會主辦的調酒大賽中贏得了優勝，成為了在歐洲第一個專為VIP調酒的日本人；他所調製的酒被稱為「神之杯」，曾在巴黎麗池飯店服務後歸國。
在工作與個人生活間以截然不同的態度來面對：在吧檯後的他以成熟洗鍊的態度來面對客人，不會讓客人知道自己的煩惱以及心事；但離開了吧檯之後的他卻像個孩子一樣。知道他過去生活背景的人不多，而促使他離開巴黎回到日本的理由則是因為一件事故。回國後在多間酒吧工作，最後開了屬於自己的店「Eden hall R&T」，以其本人和弟子和久井翼的名字首字母命名。
雖然年輕但是心思細膩，所調製的飲品往往讓客人帶來對人生的省思與反省。父親是被人稱為「永田町的妖怪」的已故議員佐佐倉源一。最大的樂趣是酒吧打烊後去立飲居酒屋喝酒、或是去煎餃店吃餃子當宵夜。
和久井 翼
佐佐倉的第一個弟子，原本作為卡迪納爾飯店的儲備幹部在Eden hall工作，後來與佐佐倉一起開業 -「Eden Hall R&T」。

#### Bar·K
葛原 隆一
外號「完美先生」，以Bar·K的調酒師身分同時任職於鑽石星飯店的取締役，以追求著完美的一杯酒為信念，為了追求完美對於每一份調酒的比例以及調製法有著決不讓步的決心，顧客常會對他抱持著敬畏之心。雖然認為佐佐倉的調酒很新奇，但等同於表示佐佐倉的技術已背離完美之道。
白石 賢
葛原的年輕徒弟，認為在葛原手下當學徒是可以快速擁有自己酒吧的手段之一；寫字的字跡清秀。

#### Bar·南
南 浩一
「Bar·南」的調酒師，川上京子的調酒啟蒙導師。

#### 卡迪那爾飯店吧檯酒吧
川上 京子
原本在Bar·南上班，現為卡迪那爾飯店吧檯酒吧的調酒師，酒量極好。
西澤 弘幸
卡迪那爾飯店吧檯酒吧的前店長，現調職至餐廳部擔任經理一職。

#### Bar·東山
東山 稔
外號「服務的東山」，與「技巧的葛原」兩人在銀座齊名，在銀座經營「Bar·東山」；追求著對每一位客人提供極致的服務。
倉田

#### Bar·風
加瀨 五朗
「Bar·風」的店主，北方跟佐佐倉學習調酒的恩師。

#### Bar·North Wind
北方
新宿歌舞伎町酒吧「North Wind」的店主；是佐佐倉之前在「Bar·風」時期的前輩，教導了佐佐倉所有調酒師應該了解的基礎中的基礎；是個不拘小節粗獷的男人，認為醫院醫病，而酒吧治療靈魂，宛如醫院一樣，但他認為客人不僅只有在銀座的高檔客人，也有有著難以啟齒原因而需要到酒吧的客人，而笑稱他的酒吧是"都市的野戰醫院"，而客人都是在這間醫院追求治癒的病患。

#### Hell's Arms
上原
位於六本木的酒吧「Hell's Arms」的店主，沖繩出身，為人開朗，是金城友理的師父，興趣是講冷笑話。
金城 友理
酒吧「Hell's Arms」的調酒師，與店主上原同為沖繩出身，雖為女性但是有著男性的好強，工作時總是穿著坦克背心，又被稱為「六本木的終極武器」。曾與川上京子一同參與卡迪那爾飯店附設酒吧調酒師的徵選比賽，不管是技術、知識、與待客都在京子之上，初登場時視京子為宿敵，但兩人已化敵為友。

### 顧客及關係者
來島美和（聲：藤村步 (2006年版)／南條愛乃 (2024年版)）
初登場時為26歲（第三集第23話），是在東京汐留開幕的卡迪那爾飯店營業部的職員。是來島泰三的孫女（除了人事部，少有其他人知道她的身分）；自小父母雙亡，是身為祖父的來島將她養育長大。與佐佐倉相遇後，遇到關於酒類的難題都會向他請求協助。而祖父對她過於保護，對於普通的OL生活感到不滿。
本人似乎沒有發現自己對於佐佐倉有著好感。佐佐倉知道她左邊臀部有一顆痣的秘密。
來島 泰三
來島美和的祖父，卡迪那爾飯店的經營者。
是Lapin酒吧的老顧客。在前老闆每個月的忌日都會來光臨憑弔。
真木 祐輔
街場Eden Hall老闆，在銀座擁有多棟大樓的資產家。
高峯 角雲
是人稱「平成的良寬」一位名僧，葛原隆一曾在他的寺廟修行過三個月，並獲得了「一滴水」的教誨。
相馬 幸司
曾經因為貪污而入獄的國會議員，出獄後復出參選議員。
武井 徹
每朝報社的政治部主編，對於政治家的貪腐抱持著不容許的正義感；國會議員相馬幸司即因為他的報導而入獄。

## 出版書籍
| 冊數 | 日文副標題 | 中文副標題       | 集英社         | 集英社                 | 尖端出版       | 尖端出版              |
| 冊數 | 日文副標題 | 中文副標題       | 發售日期       | ISBN                   | 發售日期       | EAN                   |
| ---- | ---------- | ---------------- | -------------- | ---------------------- | -------------- | --------------------- |
| 1    |            | 溫柔的枝椏       | 2004年12月8日  | ISBN 4-08-859454-1     | 2007年2月2日   | EAN 471-7702-20732-8  |
| 2    |            | 完美的味道       | 2005年5月7日   | ISBN 4-08-859495-9     | 2007年2月8日   | EAN 471-7702-20811-0  |
| 3    |            | 酒吧的容顏       | 2005年9月7日   | ISBN 4-08-859528-9     | 2007年3月29日  | EAN 471-7702-20881-3  |
| 4    |            | 獻給旅人的一杯酒 | 2006年1月10日  | ISBN 4-08-859553-X     | 2007年7月27日  | EAN 471-7702-21206-3  |
| 5    |            | One for the Road | 2006年6月7日   | ISBN 4-08-859575-0     | 2007年11月14日 | EAN 471-7702-21551-4  |
| 6    |            | 雪茄的煙         | 2006年10月9日  | ISBN 4-08-859599-8     | 2008年1月7日   | EAN 471-7702-21578-1  |
| 7    |            | 馬丁尼的表情     | 2007年1月9日   | ISBN 978-4-08-859616-7 | 2008年3月28日  | EAN 471-7702-21697-9  |
| 8    |            | Eden hall的幸運  | 2007年5月7日   | ISBN 978-4-08-859638-9 | 2008年9月19日  | EAN 471-7702-21974-1  |
| 9    |            | 最初的「顧客」   | 2007年9月9日   | ISBN 978-4-08-859666-2 | 2009年3月13日  | EAN 471-7702-22393-9  |
| 10   |            | 飄蕩卻不沉淪     | 2008年2月9日   | ISBN 978-4-08-859688-4 | 2009年10月12日 | EAN 471-7702-22808-8  |
| 11   |            | 各自的轉機       | 2008年5月7日   | ISBN 978-4-08-859707-2 | 2010年3月5日   | EAN 471-7702-22908-5  |
| 12   |            | Cross Road       | 2008年10月8日  | ISBN 978-4-08-859732-4 | 2010年7月13日  | EAN 471-7702-23397-6  |
| 13   |            | 善良的失敗       | 2009年2月9日   | ISBN 978-4-08-859758-4 | 2010年12月3日  | EAN 471-7702-23574-1/ |
| 14   |            | 獻杯             | 2009年7月8日   | ISBN 978-4-08-859786-7 | 2011年1月19日  | EAN 471-7702-23701-1  |
| 15   |            | 過去             | 2009年11月9日  | ISBN 978-4-08-859799-7 | 2011年9月15日  | EAN 471-7702-24352-4  |
| 16   |            | 竹鶴與麗塔的故事 | 2010年3月4日   | ISBN 978-4-08-859827-7 | 2012年3月12日  | EAN 471-7702-24659-4  |
| 17   |            | 明日之門         | 2010年8月4日   | ISBN 978-4-08-859844-4 | 2012年12月17日 | EAN 471-7702-25211-3  |
| 18   |            | 酒吧之寶         | 2010年12月29日 | ISBN 978-4-08-859866-6 | 2013年5月2日   | EAN 471-7702-25456-8  |
| 19   |            | 啟程             | 2011年3月23日  | ISBN 978-4-08-859879-6 | 2013年6月5日   | EAN 471-7702-25487-2  |
| 20   |            | 好心人           | 2011年9月7日   | ISBN 978-4-08-859894-9 | 2013年7月3日   | EAN 471-7702-25545-9  |
| 21   |            | 再會的教誨       | 2012年2月17日  | ISBN 978-4-08-858786-8 | 2013年8月1日   | EAN 471-7702-25561-9  |

## 電視動畫

### 第一作

#### 製作人員
- 導演 - 渡邊正樹
- 系列構成 - 今川泰宏
- 人物設計 - 木下裕孝
- 色彩設計 - 村上智美
- 美術監督 - 池田繁美
- 攝影監督 - 松田範雄
- 編輯 - 瀬山武司
- 音響監督 - 本山哲
- 音樂 - 大嶽香子（Natural High）
- 旁白 - 森本レオ
- 製作人 - 高瀬敦也、伊藤幸弘、山本幸治、石黒達也
- 動畫製作人 - 山口克巳、亀谷正博
- 動畫製作 - PALM COMPANY
- 制作 - 王牌酒保製作委員会（富士電視台、波麗佳音、FCC）

#### 主題歌（第一作）
片頭曲
作詞 - 大嶽香子 / 作曲、編曲 - 大嶽香子 / 歌 - Natural High、feat.椎名純平
片尾曲
作詞 - 大嶽香子 / 作曲、編曲 - 大嶽香子 / 歌 - Natural High

#### 各話列表（第一作）
| 話數   | 播放日期        | 日文標題 | 中文标题     | 脚本     | 分鏡     | 演出     | 作画監督                   | 來賓                                                                                             |
| ------ | --------------- | -------- | ------------ | -------- | -------- | -------- | -------------------------- | ------------------------------------------------------------------------------------------------ |
| 第1話  | 2006年 10月14日 |          | 调酒师       | 今川泰宏 | 渡辺正樹 | 渡辺正樹 | 杉藤さゆり 木下裕孝 渡部周 | 神嶋部長（声：小形滿）                                                                           |
| 第2話  | 10月28日        |          | 心中的酒单   | 今川泰宏 | 渡辺正樹 | 白石道太 | 高乗陽子                   | 来島泰三                                                                                         |
| 第3話  | 11月4日         |          | 后悔的一杯酒 | 今川泰宏 | 渡辺正樹 | 鈴野貴一 | 東篠健次                   | 嶋岡社長（声：清川元夢）                                                                         |
| 第4話  | 11月11日        |          | 琥珀之梦     | 今川泰宏 | 渡辺正樹 | 藤本ジ朗 | 服部憲知                   | 山口紗代（声：大原沙耶香） 紗代的丈夫（野島裕史） 結花（峯香織） 結花的男朋友（福井信介）        |
| 第5話  | 11月18日        |          | 酒吧的失物   | 今川泰宏 | 三原武憲 | 三原武憲 | Park Hong Keun             | 柴田（声：菅沼久義） 田島（青山穰）                                                              |
| 第6話  | 11月25日        |          | 酒杯里的故事 | 今川泰宏 | 黒川文男 | 浅見松雄 | 山門郁夫                   | 笠原静雄（声：秋元羊介） 峰山竜司（稻葉實）                                                      |
| 第7話  | 12月2日         |          | 酒吧的休息日 | 今川泰宏 | 小林一三 | 岡崎幸男 | 小林一三                   | 相馬幸司 五島（淺野麻由美）                                                                      |
| 第8話  | 12月9日         |          | 吧台上的谎言 | 今川泰宏 | 康村諒   | 康村諒   | 大久保修                   | 織田正博（声：花輪英司） 亜紀（鈴木菜穗子）                                                      |
| 第9話  | 12月16日        |          | 酒吧的容颜   | 今川泰宏 | 三原武憲 | 三原武憲 | Park Hong Keun             | 峰岸隆一（声：銀河萬丈） 斉藤Bar的大師（川津泰彦） 加奈子（村井每早） 關東煮小屋的人（寶龜克壽） |
| 第10話 | 12月23日        |          | 圣诞节的奇迹 | 今川泰宏 | 渡辺正樹 | 白石道太 | Kim Jung Chul              | 沖田教授（声：龍田直樹） ミカ（高橋美佳子）                                                      |
| 第11話 | 12月30日        |          | 生命之水     | 今川泰宏 | 渡辺正樹 | 渡辺正樹 | 木下裕孝                   | 中年男性（声：森本レオ）                                                                         |

### 第二作（Glass of God／神之杯）

#### 制作人员（Glass of God／神之杯）
- 导演 - 倉谷涼一
- 系列构成 - 國澤真理子
- 人物设计 - 植田羊一
- 总作画监督 - 植田羊一、牛島勇二
- 道具设计 - 中原清隆、jimao
- 美术监督 - 倉田憲一
- 色彩設計 - 漆戸幸子
- 摄影监督 - 國重元宏
- 剪辑 - 德田俊
- 音響監督 - 明田川仁
- 音乐 - 堤博明
- 音乐制作 - 小林健樹
- 主制作人 - 有田武将、山口貴也、紅谷佳和
- 制作人 - 中澤貴昭、曹聪、キムリリ、奈良初男
- 动画制片人 - 宮城夢乃、持丸健
- 动画制作 - リーベル
- 制作 - Bar hoppers（东宝、网易游戏、Crunchyroll、东京电视台）

#### 主題歌（Glass of God／神之杯）
片頭曲
歌、作詞、作曲：川崎鷹也，編曲：宮田“レフティ”リョウ
片尾曲
歌：上白石萌音，作詞：micca，作曲、編曲：大橋トリオ

#### 各話列表（Glass of God／神之杯）
| 話數   | 日文標題   | 中文標題                   | 脚本       | 分鏡           | 演出                     | 總作画監督 | 雞尾酒作画監督 | 作画監督                                                                                  | 播放日期      | 对应原作         |
| ------ | ---------- | -------------------------- | ---------- | -------------- | ------------------------ | ---------- | -------------- | ----------------------------------------------------------------------------------------- | ------------- | ---------------- |
| 第1話  |            | 溫柔的枝椏                 | 國澤真理子 | 倉谷涼一       | 倉谷涼一                 | 植田羊一   | 植田羊一       | 植田羊一、牛島勇二、新勇人                                                                | 2024年 4月4日 | 1                |
| 第2話  |            | 老友／One for the Road     | 國澤真理子 | 殿水敦子       | 殿水敦子、門田英彦       | 牛島勇二   | 牛島勇二       | 越智博之、南原孝衣子、趙小川 陳玲玲、王敏、劉冬冬                                         | 4月11日       | 2，35            |
| 第3話  |            | 完美的味道                 | 國澤真理子 | 倉谷涼一       | 宮田亮                   | 植田羊一   | 植田羊一       | Youn Su bin、柳然晙、權恩珠、金仙渼                                                       | 4月18日       | 6-8，30-31       |
| 第4話  |            | 酒吧的調味料／馬丁尼的表情 | 國澤真理子 | 渡邊慎一       | 宮田亮                   | 牛島勇二   | 牛島勇二       | 廣瀬督、Youn Su bin 柳然晙、權恩珠、金仙渼                                                | 4月25日       | 29，48-50        |
| 第5話  |            | 最初的一滴                 | 國澤真理子 | 倉谷涼一       | 水野健太郎               | 植田羊一   | 植田羊一       | 越智博之、新勇人、森悦史 南原孝衣子、後藤孝宏、 、宮本武史、日下岳史                      | 5月2日        | SP2              |
| 第6話  |            | 真實的表情                 | 國澤真理子 | 殿水敦子       | 宮田亮                   | 植田羊一   | 植田羊一       | Youn Su bin、柳然晙、權恩珠、金仙渼                                                       | 5月9日        | 40-41，60        |
| 第7話  |            | 調酒師的決心               | 國澤真理子 | 久城りおん     | 中野敬太                 | 牛島勇二   | 牛島勇二       | 河野しおり、阿部智之 鈴木美音織、有馬七虹、石井景子                                       | 5月16日       | SP3              |
| 第8話  |            | 挑戰                       | 倉谷涼一   | さとうふみかず | さとうふみかず、中野敬太 | 植田羊一   | 植田羊一       | 越智博之、南原孝衣子、大塚多惠子、牛岛勇二、新勇人、周佩明、李庆、郑枫、王猛、何烨 李良鹏 | 5月23日       | 61、SP4          |
| 第9話  | North Wind | North Wind                 | 倉谷涼一   | 殿水敦子       | 宫田亮                   | 牛島勇二   | 牛島勇二       | 廣瀬督 Youn Su bin、柳然晙、權恩珠、金仙渼                                                | 5月30日       | 24-26、54        |
| 第10話 |            | 心之刺                     | 國澤真理子 | 大森英敏       | JOLちゃん                | 植田羊一   | 植田羊一       | 廣瀬督 Youn Su bin、柳然晙、權恩珠、金仙渼                                                | 6月6日        | 55、58、81-83    |
| 第11話 |            | Bar·风/心中的酒单          | 國澤真理子 | 殿水敦子       | 宫田亮                   | 牛島勇二   | 牛島勇二       | 廣瀬督 Youn Su bin、柳然晙、權恩珠、金仙渼                                                | 6月13日       | 23、102-103      |
| 第12話 |            | 重要的工作                 | 國澤真理子 | 倉谷涼一       | 中野敬太                 | 植田羊一   | 植田羊一       | 鈴木美音織、河野しおり、越智博之                                                          | 6月20日       | 57-58、79、85-86 |

## 電視劇
於2011年朝日電視台朝日電視台晚間連續劇。由主演的相葉雅紀My Girl相隔兩年之後再次演出。此劇比以往同季劇還要晚一個月播映。播出時間為日本時間2月4日。

### 製作人員
- 脚本 - 高橋奈津子、山浦雅大、日比野正和
- 音樂 - 中島靖雄
- 演出 - 片山修、田村直己、二宮崇、白石和彌
- 主題歌 - 嵐「Lotus」（J Storm）
- 酒保監修 - 酒向明浩 (酒向BAR)、保志雄一 (BAR 保志)
- 酒保指導 - 水澤泰彦 (BAR Tiare)、浅倉淳 (BAR ANTHEM)、亀島延昌 (BAR EVITA)、八卷博和 (BAR 東京)
- 協力 - 社団法人 日本酒保協会
- 主要製作人 - 横地郁英（朝日電視台）
- 製作人 - 中川慎子・大江達樹（朝日電視台）、原藤一輝（J Storm）、中澤晉（Office Crescendo）
- 企画、制作 - J Storm
- 制作協力 - Office Crescendo
- 制作著作 - 朝日電視台

### 人物
- 佐佐倉溜：相葉雅紀（嵐）
- 來島美和：貫地谷栞
- 杉山薰：荒川良良（原創角色）
- 三橋順次：光石研
- 櫻肇：尾美利德（原創角色）
- 櫻壽：西慶子（原創角色）
- 葛原隆一：金子統昭（RIZE）
- 來島泰三：津川雅彥

### 嘉賓
- 松本潤：松本潤（嵐）（第1･2集）（相中人）
- 清水：城島茂（TOKIO）（第2集）
- 山岸由香利：倉科カナ（第2集）
- 織田公彦：津田寛治（第3集）
- 北方：カンニング竹山 (第4集)
- 南原亞希：田中美保 (第4集)
- 錦戶亮 : 錦戶亮（第8集）（酒吧客人）

### 播放日程
| 集數                                                               | 播放日期      | 副標題 | 劇本       | 導演     | 收視率 |
| ------------------------------------------------------------------ | ------------- | ------ | ---------- | -------- | ------ |
| glass0                                                             | 2011年1月14日 |        | -          | -        | 10.3%  |
| glass1                                                             | 2011年2月4日  |        | 高橋奈津子 | 片山修   | 11.0%  |
| glass2                                                             | 2011年2月11日 |        | 高橋奈津子 | 片山修   | 10.6%  |
| glass3                                                             | 2011年2月18日 |        | 日比野正和 | 片山修   | 10.9%  |
| glass4                                                             | 2011年2月25日 |        | 山浦雅大   | 田村直己 | 9.2%   |
| glass5                                                             | 2011年3月4日  |        | 山浦雅大   | 二宮崇   | 8.9%   |
| glass6                                                             | 2011年3月18日 |        | 日比野正和 | 片山修   | 8.8%   |
| glass7                                                             | 2011年3月25日 |        | 日比野正和 | 片山修   | 9.1%   |
| glass8                                                             | 2011年4月1日  |        | 山浦雅大   | 片山修   | 11.7%  |
| 平均收視率10.03%（收視率是由Video Research調查關東地區的統計資料） |               |        |            |          |        |

- 因3月11日，日本宮城縣下午1點46分左右，發生芮氏規模9.0強震，所有電視劇暫停播出。

## 外部連結
- 朝日電視台官網 （页面存档备份，存于）（日語）

| 富士電視台 星期六25:45時段          | 富士電視台 星期六25:45時段                | 富士電視台 星期六25:45時段                |
| ----------------------------------- | ----------------------------------------- | ----------------------------------------- |
|                                     | 王牌酒保 （2006.10.14 - 2006.12.30）      |                                           |
| 銀幕會議 （2005.10.29－2006.09.16） | 月面兔兵器米娜 （2007.01.14－2007.03.25） |                                           |
| BS富士 星期一24:30時段              |                                           |                                           |
| 第一開創時段                        | 王牌酒保 （2006.10.14 - 2006.12.30）      | 月面兔兵器米娜 （2007.01.14－2007.03.25） |
| 朝日電視台 金曜ナイトドラマ         |                                           |                                           |
| 秘密 （2010.10.15 - 2010.12.10）    | 王牌酒保 （2011.02.04 -2011.04.01）       | 養狗這回事 （2011.04.15- 2011.06.10）     |